# Aborichthys kempi
Aborichthys kempi és una espècie de peix de la família dels balitòrids i de l'ordre dels cipriniformes.

## Morfologia
- Els mascles poden assolir 8,1 cm de longitud total.[6][7]

## Hàbitat
És un peix d'aigua dolça i de clima tropical.

## Distribució geogràfica
Es troba a Àsia: l'Índia i Myanmar.